# Château de Bourguignon-sous-Montbavin
Le château de Bourguignon-sous-Montbavin est un château situé à Bourguignon-sous-Montbavin, en France.

## Localisation
Le château est situé sur la commune de Bourguignon-sous-Montbavin, dans le département de l'Aisne.

## Historique
Le château de Bourguignon-sous-Montbavin est un monument inscrit au titre des monuments historiques par arrêté du 7 juin 2004.
Bourguignon-sous-Montbavin se situe à quelques kilomètres au sud-ouest de Laon. C’est une commune nichée dans la verdure qui a accueilli depuis le XVIIIe siècle la noblesse puis la bourgeoisie laonnoises en villégiature. Le château de Bourguignon-sous-Montbavin est plus exactement une maison de plaisance.
Le château de Bourguignon occupe actuellement un domaine qui couvre à peu près 1 hectare. Mais la propriété était plus étendue au XIXe siècle, elle a été privée d’une partie par le passage de la route de Bourguignon à Royaucourt-et-Chailvet. 
En 1810, Jeanne-Rose Boilletot, épouse du capitaine au corps impérial de génie, Rémy-Pierre-Charles-Noël Ponssin, issu de la bourgeoisie laonnoise, acquiert par échange une parcelle de jardin et un bâtiment lié à l’exploitation de la vigne, afin d’agrandir sa propriété composée d’un vendangeoir, datant probablement de la fin du XVIIe siècle. Elle fait élever des communs qui portent en fers d’ancrage la date de 1818 et que l’on aperçoit actuellement à l’angle nord-est de la propriété. 
En 1821, Mme Boilletot mère, elle-même issue de la bourgeoisie de Reims fait l’acquisition du vendangeoir situé rue des Vendangeoirs au bénéfice de ses petites-filles. Elle le leur reprend en 1828, le fait démolir pour agrandir la propriété et fait élever le château actuel dans le style des villas palladiennes. Il ne subsiste du vendangeoir du XVIIIe siècle que le portail qui est la principale entrée du château, rue du Cygne et des caves, en deuxième niveau sous le château. La construction du château fut achevée en 1835 et Mme Boilletot dessine les jardins. 
À la mort de Mme Boilletot, en 1836, la propriété passa à sa fille, Jeanne-Rose, qui devenue veuve en 1811, s’était remariée en 1816 à Jean-Baptiste Lambert, chevalier de Barive, capitaine de la gendarmerie d’élite, ancien garde du corps de Louis XVIII. 
Leur fille, Marie-Adrienne Francine de Barive, mariée à Victor-Alfred, vicomte Yver de Saint-Aubin, légua la propriété à sa mort en 1895 à sa sœur Marie-Joséphine Laure de Barive et celle-ci la céda en 1906 à son cousin, le comte de Hennezel d’Ormois, alors maire de Bourguignon et grand érudit local (président de la fédération des sociétés savantes de l’Aisne, entre autres). 
Le château de Bourguignon est bâti sur plan quadrangulaire en pierre calcaire. Ses deux façades sur cour et sur jardin sont quasiment traitées à l’identique, à cinq travées et quatre niveaux dont un sous comble et un étage d’attique. Les trois travées centrales forment au rez-de-chaussée comme au premier étage deux niveaux d’ouvertures de type « serliennes », marquant bien l’inspiration de la villa de campagne italienne de type palladien. 
Côté jardin, la partie centrale du rez-de-chaussée est occupée par trois portes fenêtres alors que, côté cour, les trois ouvertures centrales du rez-de-chaussée forment un portique auquel on accède par six marches. 
Deux cordons horizontaux séparent le rez-de-chaussée du second niveau, marquant une certaine horizontalité aussitôt rééquilibrée par la présence de pilastres en bossage, sur toute la hauteur de l’édifice, placés aux angles des façades et de part et d’autre de la partie centrale, de sorte que celle-ci donne l’impression d’un très léger avant-corps. 
Les pignons sont percés de quatre baies en rez-de-chaussée, deux baies au premier étage et sont pourvus comme aux élévations principales d’un étage d’attique. 
Côté sud, on remarquera la présence d’un cadran solaire, restauré en 1923 par un artisan local de Mons-en-Laonnois (A. Lagneau). 
À l’intérieur, la plupart des décors ont disparu. Un seul escalier à rampe en fer forgé et main courante en acajou dessert les étages. Un salon et une salle à manger, décorés de lambris et dessus de portes peints représentant des paysages, sont conservés mais à restaurer. 
Les caves sont intéressantes, elles sont sur deux niveaux : un premier niveau, datant de l’érection du château, dont les voûtes sont tapissées de vases en céramique, certainement prévus pour une bonne isolation et un second niveau, en dessous, totalement en pierre, plus ancien, qui montre des vestiges de voûtes d’arêtes (probablement, des vestiges des caves de l’ancien vendangeoir). 
L’essentiel du parc se développe à l’ouest avec des plantations appréciées dans les jardins romantiques, comme un tulipier de Virginie (à gauche face au parc) et un hêtre pourpre (à droite). Au fond de la propriété, un pin noir pousse « à cheval » sur le mur de clôture, qui longe la route de Royaucourt-et-Chailvet. On accède au jardin par des degrés cantonnés par une balustrade. 
Le portail, situé rue du Cygne, est daté du XVIIIe siècle, c’est un vestige du vendangeoir précédent. 
Les communs datés de 1818 ont été restaurés et transformés en deux gîtes ruraux. Un rideau de verdure les isole du reste de la propriété. 
Une chapelle, dédiée à sainte Madeleine a été élevée en 1922 à l’angle sud est de la propriété en l’honneur de Marguerite Lenoir des Ardonnes, comtesse de Hennezel d’Ormois décédée le 19 septembre 1919. Sur plan octogonal, ce petit édifice est construit en pierre calcaire dans un style néo-roman, avec un petit avant-porche, porté par quatre colonnes massives, aux chapiteaux stylisés. Une petite niche qui abritait probablement une figue de sainte Madeleine surplombe l’entrée. L’intérieur comporte un autel et deux plaques commémoratives qui rappellent les différents propriétaires des lieux. Deux baies sont décorées de vitraux, dont l’un illustre des scènes de la vie de sainte Madeleine. On ne connaît malheureusement ni l’architecte ni le maître-verrier. 
En conclusion, le château de Bourguignon-sous-Montbavin offre un bel exemple de l’architecture des maisons de plaisance, caractéristiques de la seconde moitié du XVIIIe siècle et de la première moitié du XIXe siècle. Il n’est pas étonnant que ces membres de la bourgeoisie laonnoise et rémoise aient choisi de transformer leur propriété de Bourguignon en villa de campagne, Bourguignon étant traditionnellement le lieu de retraite à la campagne de cette classe sociale de Laon aux XVIIIe et XIXe siècles. Le château est agrémenté d’un beau parc, certes de petites dimensions mais avec quelques belles espèces d’arbres, à ce jour répertoriées et remarquées. Pour ces raisons, on proposera une inscription sur l’inventaire supplémentaire des Monuments historiques des façades et toitures du château, du parc, du mur de clôture et du portail du XVIIIe siècle. On ajoutera une mesure similaire pour la chapelle en totalité, qui marque le passage de la famille de Hennezel d’Ormois à Bourguignon-sous-Montbavin.